# Janiculum Dorsa
Gli Janiculum Dorsa sono una struttura geologica della superficie di Dione.